# Pierre Fakhoury
Pour les articles homonymes, voir Fakhoury.
Pierre Fakhoury est un sculpteur, architecte et un entrepreneur en BTP libano-ivoirien né le 21 août 1943, à Dabou, dans le sud de la Côte d'Ivoire.

## Biographie
Ses parents sont libanais d'origine, résident en Côte d'Ivoire depuis 1935. Il suit toute sa scolarité au Liban, en pension dans une école catholique, avant de poursuivre ses études à l'école d'architecture Saint-Luc de Tournai en Belgique dont il sort diplômé en 1965. Il y rencontre son épouse, avec qui il vit toujours et dont il aura trois enfants. 
Il a été l'architecte concepteur de la basilique Notre-Dame-de-la-Paix de Yamoussoukro, le mémorial Félix-Houphouët-Boigny et le musée des arts et traditions d'Afrique en Côte d'Ivoire ; mais aussi le palais présidentiel et le projet du futur ministère des finances de Libreville au Gabon. Il est alors considéré comme « le bâtisseur du président Houphouët-Boigny », ce qu'il restera pendant trente ans. Il a également réalisé le Palais du bord de mer (1977) du président gabonais Omar Bongo à Libreville. 
En 1983, il est ainsi chargé du transfert de la capitale ivoirienne d'Abidjan vers Yamoussoukro.
La mort d'Houphouët-Boigny ne nuit pas à ses affaires. Ainsi, le nouveau président Laurent Gbagbo, lorsqu'il décide de relancer le transfert de la capitale (qui sera gelé à l'arrivée au pouvoir du président Alassane Ouattara en 2011), lui confie des travaux publics de première importance (prolongement de l'autoroute du nord d'Abidjan à Yamoussoukro, construction de l'hôtel des parlementaires, etc.). Il tissera aussi une amitié forte avec ce dernier.
En 2012, un an après l'arrivée au pouvoir du président Ouattara, il fusionne sa société de BTP Pierre Fakhoury Operator (PFO) Côte d’Ivoire et son cabinet d’architecture Arche pour fonder PFO Africa, dont son fils Clyde Fakhoury, ancien courtier à Londres, prend peu à peu la direction opérationnelle.
Après une phase durant laquelle il est écarté par le nouveau pouvoir qui lui reprochait d'avoir été trop proche de Laurent Gbagbo, Pierre Fakhoury revient en grâce quelques années plus tard. Ainsi, la rénovation du siège de la Banque africaine de développement (BAD), du Sofitel Hôtel Ivoire (géré jusqu'en 2013 par Hôtel Ivoire Gestion du groupe PFO), la construction de l'hôpital mère-enfant de Bingerville ou encore l'aménagement du siège du Sénat à Yamoussoukro lui sont confiés. 
Sa belle-fille, Cécile Fakhoury, galeriste spécialisée dans l'art contemporain africain, a implanté des galeries à Abidjan et à Paris,.

## Ouvrage
- Pierre Fakhoury, Yann Arthus-Bertrand, Fernand Quino. et François Mathey, La basilique, Mardaga, 1993, 110 p. (ISBN 978-2-87009-439-6)